# Halyna Sevruk
Halyna Sevruk (Samarcanda, 18 de maio de 1929 — Kiev, 13 de fevereiro de 2022) foi uma artista ucraniana.

## Biografia
Ela nasceu no dia 18 de maio de 1929 em Samarcanda, no Uzbequistão, como filha de Sylvester Sevruk, descendente de uma família de imigrantes polacos, e de Iryna Hryhorovych-Barska, descendente da família Barskyi e parente de Ivan Hryhorovych-Barskyi. A família mudou-se para Kharkiv em 1930 e estabeleceu-se em Kiev em 1944.
Sevruk começou a ilustrar a tinta, começando no final dos anos 1960. Suas ilustrações apareceram em vários livros de poesia, incluindo um livro de poesia traduzido por Federico Garcia Lorca. Em 1968, ela assinou a Carta de 139, uma carta de intelectuais que se opunham à reversão das políticas de desestalinização e à perseguição de alguns colegas artistas. Em resposta, ela foi expulsa da União dos Artistas da Ucrânia. Duas colegas artistas, Alla Horska e Liuda Semykina, também foram expulsas. Nove outros artistas que assinaram a carta mais tarde "confessaram" e assim evitaram a punição. O ateliê de Sevruk foi fechado e, por muitos anos, ela foi impedida de expor; suas obras não foram bem recebidas em museus, galerias ou salas de exposições. Sevruk foi reintegrada à União mais de 20 anos depois, em 1989.

Na década de 1970, Sevruk experimentou diferentes materiais em sua cerâmica e continuou a se inspirar em elementos folclóricos e contos de fadas. Ela produziu uma série de pinturas com uma nova maneira artística, muitas das quais eram homenagens a pessoas de seu círculo social. Em 1970, ela criou uma estela monumental de concreto armado intitulada "A Árvore da Vida". Este foi destruído por não estar em conformidade com os padrões estéticos oficiais.  Em 1984, depois de anos sem poder expor por causa de suas opiniões políticas, Sevruk realizou sua primeira exposição individual. O show foi realizado no Hrihoii Svitlytskyi Memorial House-Museum, na casa de seu antigo professor em Kiev. Em 1987, fez uma segunda exposição individual no Museu de Podil.